# Heart On
Albums de Eagles of Death Metal
Death by Sexy...
(2006) Zipper Down
(2015)
Heart On est le troisième album du groupe américain rock Eagles of Death Metal. Bien que Spin annonce que sa sortie est prévue pour le 21 octobre 2008, Heart On sort le 28 octobre.
Quand on l'a interrogé à propos de l'album le chanteur Jesse Hughes a déclaré: "C'est la dernière fabuleuse arme de EODM, un missile musical top-secret, une ogive sonique sexuellement renversée pour son plaisir, tirée du bureau de USS EODM Mantastic Fantastic." L'album a été masterisé chez Bernie Grundman par Brian Gardner. Le 12 septembre 2008, Pitchfork publie de nouvelle information sur Heart On, incluant la pochette et la liste des chansons.
Le premier single tiré de l'album est Wannabe in LA. Le clip vidéo de la chanson montre Jesse Hughes apparaissant sur un Pin Art comme sur le clip de Nine Inch Nails pour la chanson "Only". Il existe une autre version de la vidéo, reprenant la version standard, et en ne faisant apparaitre que Jesse Hughes. Le clip a été tourné par Liam Lynch.
Le 21 octobre, l'album est disponible entièrement en streaming sur le site de MuchMusic.

## Titres
1. Anything 'Cept the Truth - 4:34
2. Wannabe in L.A. - 2:15
3. (I Used to Couldn't Dance) Tight Pants - 3:35
4. High Voltage - 2:43
5. Secret Plans - 2:22
6. Now I'm a Fool - 3:41
7. Heart On - 2:43
8. Cheap Thrills - 3:42
9. How Can a Man With So Many Friends Feel So Alone? - 3:02
10. Solo Flights - 3:25
11. Prissy Prancin' - 3:40
12. I'm Your Torpedo - 5:12
13. As Nice As I Can Be - 3:47(UK Bonus Track)
14. Fairytale In Real Time (Bonus Track Australien et UK)

Anything 'Cept the Truth est la version finale de Ask Me Why, qui avait été répandue sur le net quand une source proche du groupe avait hacké leur MySpace.

## Personnel
- Jesse "Boots Electric" Hughes (chant+guitare)
- Dave "Davey Jo" Catching (guitare)
- Brian "B.O.C." O'Connor (basse)
- Joshua "Baby Duck" Homme (batterie/producteur)
- Joey Castillo (batterie)